# 비잉 17
비잉 17(Quand on a 17 ans, Being 17)은 프랑스에서 제작된 앙드레 테시네 감독의 2016년 드라마, 멜로/로맨스 영화이다. 상드린 키베를랭 등이 주연으로 출연하였다.

## 출연

### 주연
- 상드린 키베를랭
- 케이시 모텟 클레인
- 코렌틴 필라

### 조연
- 알렉시스 로렛

## 제작진
- 믹싱: 시릴 홀츠
- 믹싱: 데미안 라제리니